# Shout at the Devil
| 전문가 평가                      | 전문가 평가 |
| 평가 점수                        | 평가 점수   |
| 출처                             | 점수        |
| -------------------------------- | ----------- |
| AllMusic                         | [ 4 ]       |
| Collector's Guide to Heavy Metal | 8/10        |
| Metal Forces                     | 9/10        |
| Rolling Stone                    | [ 7 ]       |
| The Rolling Stone Album Guide    | [ 8 ]       |
| The Village Voice                | D           |

《Shout at the Devil》은 1983년 9월 23일에 발매된 미국의 헤비 메탈 밴드 머틀리 크루의 두 번째 스튜디오 음반이다. 1980년대의 가장 잘 팔리는 헤비 메탈 활동들 중 하나로 머틀리 크루를 확립시킨 밴드의 획기적인 음반이었다. 싱글 〈Looks That Kill〉과 〈Too Young to Fall in Love〉는 그 밴드에게 중간 정도의 히트곡이었다.

## 배경
《Shout at the Devil》은 머틀리 크루의 획기적인 성공으로, 첫 2주 동안 20만 장이 팔렸다. 이 음반의 제목과 밴드의 펜타그램 사용은 1983년 발매 당시 기독교 단체와 보수 단체들이 밴드가 청취자들에게 사탄을 숭배하도록 장려하고 있다고 주장하면서 큰 논란을 일으켰다. 펜타그램은 니키 식스가 머틀리 크루가 결성되기 전인 1970년대 후반, (미래의 W.A.S.P.의 보컬리스트 블래키 롤리스와 함께) 그가 속해 있던 매우 연주적인 밴드인 시스터에서 가져온 것이었다. 시스터는 펜타그램과 같은 오컬트 상징을 피와 얼굴 화장을 포함하는 극장 헤비 메탈 쇼에 융합했다. 식스는 그 시점에서 롤리스가 다른 방향으로 나아갈 의도였기 때문에 시스터의 오컬트 관련 이미지 중 일부를 《Shout at the Devil》에 사용할 수 있도록 허락을 요청했다. "저는 그 시점에서 저는 '당신이 원하는 것은 무엇이든 가져가라'고 말했습니다. 왜냐하면 저는 그와 같은 이미지로 인해 결국 구석에 자신을 칠하게 되고 빠져나갈 수 없다는 것을 깨달았기 때문입니다."라고 롤리스는 말했다.
음반 녹음을 시작하기 위해 로스앤젤레스로 돌아가기 직전, 머틀리 크루는 키스의 《Creatures of the Night》 투어에서 지원 활동을 시작한 것으로 유명하다. 그 밴드들은 진 시몬스가 그들의 "나쁜 행동"을 이유로 그들의 교체를 요구하기 전에 단지 5개의 쇼를 함께 했다.
녹음 도중 베이시스트 식스는 로스앤젤레스에서 술에 취해 친구의 포르쉐를 훔친 후 심각한 교통사고를 당했다. 비슷한 시기에 여배우이자 친구인 데미 무어는 식스에게 알코올중독자가 필요하다고 말했지만 식스는 그녀의 우려를 일축했다. 식스는 충돌로 어깨를 심하게 다쳤고 심각한 단기 통증을 치료하기 위해 흔히 처방되는 아세트아미노펜과 강력한 오피오이드 옥시코돈을 혼합한 퍼코셋을 처방받았다. 식스의 퍼코셋 사용은 곧바로 헤로인에 대한 심각한 중독으로 이어졌고, 이로 인해 하루에 3,500달러의 비용이 들었으며 10년 후에는 거의 목숨을 잃을 뻔했다.

## 곡 목록
모든 곡들은 특별한 언급이 없는 한 니키 식스에 의해 작사/작곡하였다.
| #  | 제목                                           | 작사·작곡            | 재생 시간 |
| -- | ---------------------------------------------- | -------------------- | --------- |
| 1. | 〈In the Beginning〉                           | 식스, 제프 워크먼    | 1:13      |
| 2. | 〈Shout at the Devil〉                         |                      | 3:16      |
| 3. | 〈Looks That Kill〉                            |                      | 4:07      |
| 4. | 〈Bastard〉                                    |                      | 2:54      |
| 5. | 〈God Bless the Children of the Beast (기악)〉 | 믹 마스              | 1:33      |
| 6. | 〈Helter Skelter〉                             | 존 레논, 폴 매카트니 | 3:09      |

| #  | 제목                          | 작사·작곡           | 재생 시간 |
| -- | ----------------------------- | ------------------- | --------- |
| 1. | 〈Red Hot〉                   | 식스, 마스, 빈스 닐 | 3:20      |
| 2. | 〈Too Young to Fall in Love〉 |                     | 3:34      |
| 3. | 〈Knock 'Em Dead, Kid〉       | 식스, 닐            | 3:43      |
| 4. | 〈Ten Seconds to Love〉       | 식스, 닐            | 4:17      |
| 5. | 〈Danger〉                    | 마스, 식스, 닐      | 3:51      |

## 인증
| 국가                       | 인증        | 판매량/출하량 |
| -------------------------- | ----------- | ------------- |
| 오스트레일리아 (ARIA)      | 골드        | 35,000^       |
| 캐나다 (뮤직 캐나다)       | 3× 플래티넘 | 300,000^      |
| 미국 (RIAA)                | 4× 플래티넘 | 4,000,000^    |
| ^출하량을 기반으로 한 인증 |             |               |